# Henri Gouhier
Henri Gouhier (* 5. Dezember 1898 in Auxerre; † 31. März 1994 in Paris) war ein französischer Philosoph und Hochschullehrer mit dem Schwerpunkt Geschichte der Philosophie.

## Leben
Gouhier studierte an der École normale supérieure von 1919 bis 1922 und wurde 1926 promoviert. Von 1929 bis 1940 lehrte er Philosophie an der Universität Lille, von 1940 bis 1941 an der Universität Bordeaux und von 1941 bis 1968 an der Sorbonne. Er ist als Historiker der Philosophie mit zahlreichen Publikationen vor allem zur Geschichte der französischen Philosophie von Descartes bis Bergson hervorgetreten. Seit 1955 war Gouhier ein Mitglied im Wissenschaftlichen Beirat der Sachbuchreihe Rowohlts deutsche Enzyklopädie. 

## Mitgliedschaften
- 1970: Académie royale des Sciences, des Lettres et des Beaux-Arts de Belgique.[1]
- 1979: Académie française

## Veröffentlichungen (Auswahl)
- Oeuvres Choisies d' Auguste Comte. Verlag Aubier Éditions Montaigne, Paris 1943.
- La philosophie et son histoire. Librairie philosophique J. Vrin, Paris 1944.
- Le Théâtre et l'existence. Verlag Aubier Éditions Montaigne, Paris 1952.
- Pascal. Oeuvres completes. Verlag du Seuil, Paris 1963.
- Descartes – Regulae ad Directionem Ingenii. Librairie philosophique J. Vrin, Paris 1965.
- Auguste Comte et Saint-Simon. La jeunesse d'Auguste Comte et la formation du positivisme III. Librairie philosophique J. Vrin, Paris 1970.
- Études d'histoire de la philosophie française. (= Studien und Materialien zur Geschichte der Philosophie, Band 8). Verlag Georg Olms, Hildesheim 1976, ISBN 978-3-487-05234-2.
- Bergson dans l’histoire de la pensée occidentale. Vrin, Paris 1989, ISBN 2-7116-1006-3.